# ティトゥス・ウェルギニウス・トリコストゥス・カエリオモンタヌス (紀元前496年の執政官)
ティトゥス・ウェルギニウス・トリコストゥス・カエリオモンタヌス（ラテン語: Titus Verginius Tricostus Caeliomontanus、生没年不詳）はパトリキ（貴族）出身の共和政ローマ初期の政治家・軍人。紀元前496年に執政官（コンスル）を務めた。

## 出自
ウェルギニウス氏族のウェルギニウス・トリコストゥス家の出身。紀元前494年の執政官アウルス・ウェルギニウス・トリコストゥス・カエリオモンタヌスは兄弟と思われる。ハリカルナッソスのディオニュシオスはアウルスを、アウルスの子としている。
但し、ティトゥス・リウィウスもディオニュシオスも彼のコグノーメンは記載しておらず、従ってウェルギニウス・トリコストゥス家とは関連がない可能性もある。

## 経歴
紀元前496年に執政官に就任。リウィウスはこの年は執政官の名前を挙げるのみであるが、この年ラティウム戦争のレギッルス湖畔の戦いが起こったとする説も紹介している。それによると、カエリオモンタヌスの能力が疑われたため、同僚執政官のアウルス・ポストゥミウス・アルブス・レギッレンシスが独裁官（ディクタトル）に任命されたという。
ディオニュシオスはこの年レギッルス湖畔の戦いがあったとしており、執政官任命に関する背景は語っていないが、当初年長のカエリオモンタヌスがマギステル・エクィトゥム（騎兵長官、独裁官副官）に選ばれ、その後ティトゥス・アエブティウス・ヘルウァに交代したとする。戦いでは、カエリオモンタヌスはレギッレンシスの下で右翼部隊の指揮を執り、セクストゥス・タルクィニウスとぶつかったという。

## 参考資料
1. ↑  Robert S. Broughton : The Magistrates Of The Roman Republic. Vol. 1: 509 BC - 100 BC Case Western Reserve University Press, Cleveland, Ohio, 1951. Unchanged reprint 1968. (= Philological Monographs, ed., By the American Philological Association, Volume 15, Part 1)
2. ↑  ディオニュシオス『ローマ古代誌』、VI 69, 4
3. ↑  リウィウス『ローマ建国史』、II 21, 3-4
4. ↑  ディオニュシオス『ローマ古代誌』、VI 2, 3
5. ↑  ディオニュシオス『ローマ古代誌』、VI 4, 3